# Mary Lee Woods
Mary Lee Woods (Birmingham, Regne Unit, 12 de març de 1924 - 29 de novembre del 2017) fou una matemàtica anglesa i una de les programadores que van desenvolupar programes als ordinadors Mark 1, Ferranti Mark 1 i Mark 1 Star de l'Escola d'Informàtica de la Universitat de Manchester.

## Formació i vida professional
De 1942 a 1944, durant la Segona Guerra Mundial, va estudiar intensivament matemàtiques a la Universitat de Birmingham. Després va treballar per la Telecommunications Reasearch Establishment a Malvern, fins a l'any 1946, quan va tornar per fer el tercer any del seu grau. Va treballar al Mont Stromlo Observatory de Canberra, Austràlia, de 1947 a 1951 quan va anar a Ferranti a Manchester com a programadora d'ordinadors. Després d'un període de pausa, dedicat a criar els seus fills, va treballar de mestra d'escola de matemàtiques i després de programadora de BASIC, Fortran i altres llenguatges abans de retirar-se l'any 1987.

## Vida personal
Va néixer a Birmingham, Regne Unit l'any 1924. Va conèixer i es va casar amb Conway Berners-Lee mentre treballava a Ferranti. El seu fill més gran, Sir Tim Berners-Lee, també s'ha dedicat al mateix sector professional que ella.